# 燕水仙
燕水仙也叫龙头花、火燕兰，为石蒜科燕水仙属的植物。原產墨西哥。